# Basset de Westphalie
Pour les articles homonymes, voir Basset et Basset (chien).
Le basset de Westphalie (Westfälische Dachbracke en allemand) est une race de chiens originaire d'Allemagne. C'est un chien courant de type basset, réduction du brachet allemand, à la robe tricolore.

## Historique
Le basset de Westphalie est issu du brachet allemand, probablement à la suite de croisements avec des bassets. C'est une race rare, quoiqu'assez répandue en Westphalie.

## Standard

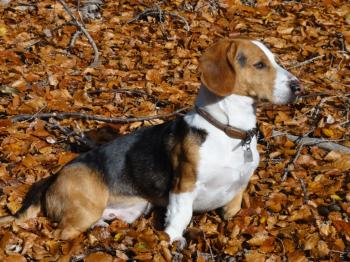
Un basset de Westphalie.

Le basset de Westphalie est chien courant de petite taille, réduction du brachet allemand. C'est un basset construit en force et d'une longueur modérée. La queue, attachée haut et forte, est portée vers le haut en forme de sabre ou pendante avec une légère courbe à l'extrémité. Le poil est touffu et forme une brosse sur sa face inférieure tandis qu'il est lisse et couché sur sa face supérieure. La pointe est espiée sans frange. La tête de dimension moyenne est étroite et allongée avec une protubérance occipitale peu saillante. La truffe présente une bande de couleur claire, presque de couleur chair, sur sa partie médiane. Les yeux sont de couleur foncée. Les larges oreilles de longueur moyenne sont bien plaquées contre la tête. Leur extrémité est en arrondi émoussé.
Le poil est rude et très serré. Il est court sur la tête, sur les oreilles et sur la partie inférieure des membres. Le poil est plus long sur le dos, le cou et la face inférieure de la queue. La robe est tricolore. Les marques feu sont rouge à jaune. Le noir forme une selle ou un manteau et le blanc dessine les motifs typiques des chiens tricolores : marque sur le museau, liste ou pelote, collier, marque sur l'extrémité du fouet. Le bicolore n'est pas admis.

## Caractère
Le standard de la Fédération cynologique internationale ne décrit pas de tempérament ou de caractère typiques de la race. C'est un chien volontaire, intelligent et affectueux, y compris avec les enfants.

## Utilité

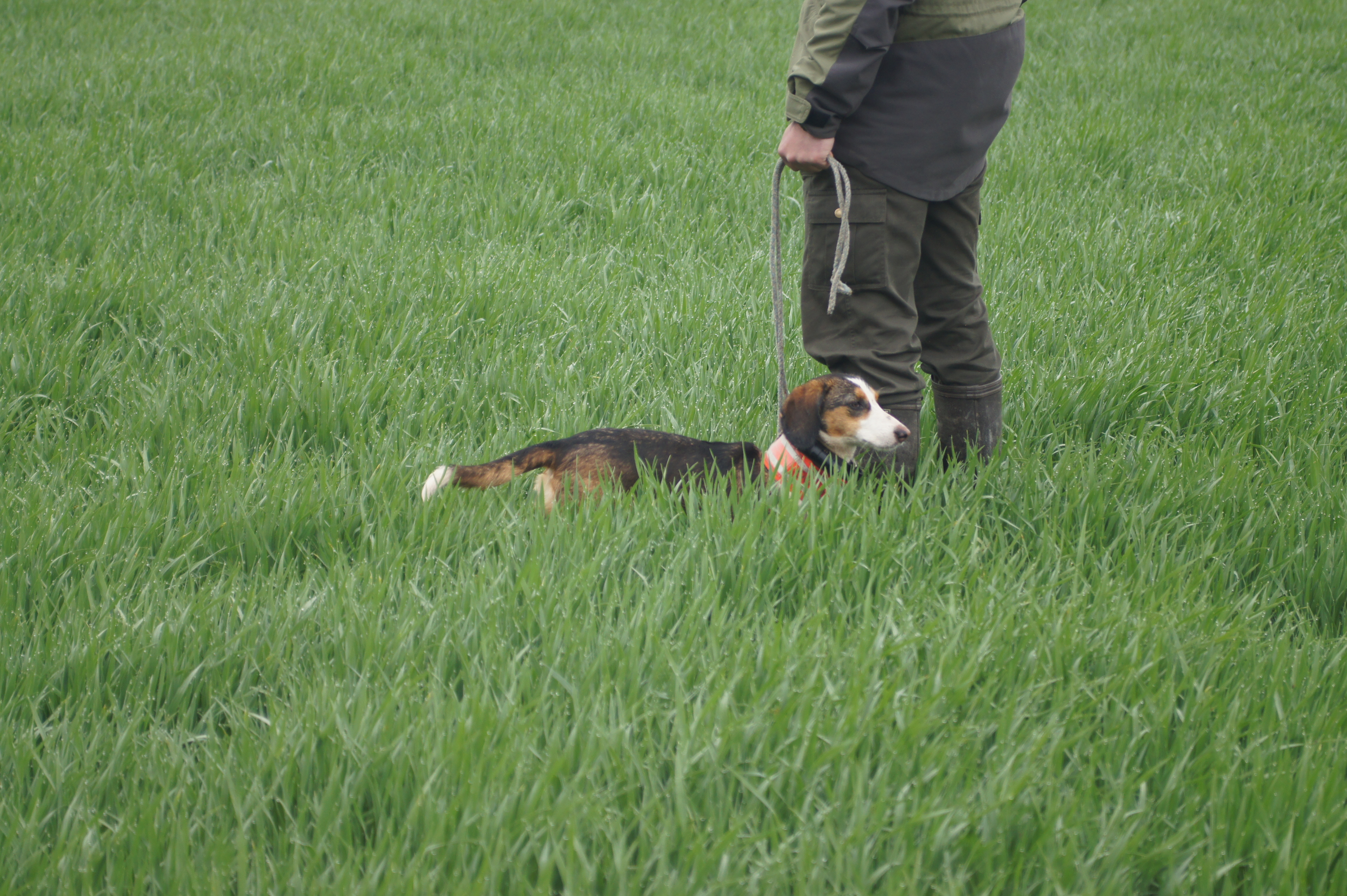
Un basset de Westphalie lors d'une épreuve de travail.

Le basset de Westphalie est un chien de chasse utilisé comme chien courant. Son caractère agréable en fait également un bon chien de compagnie.

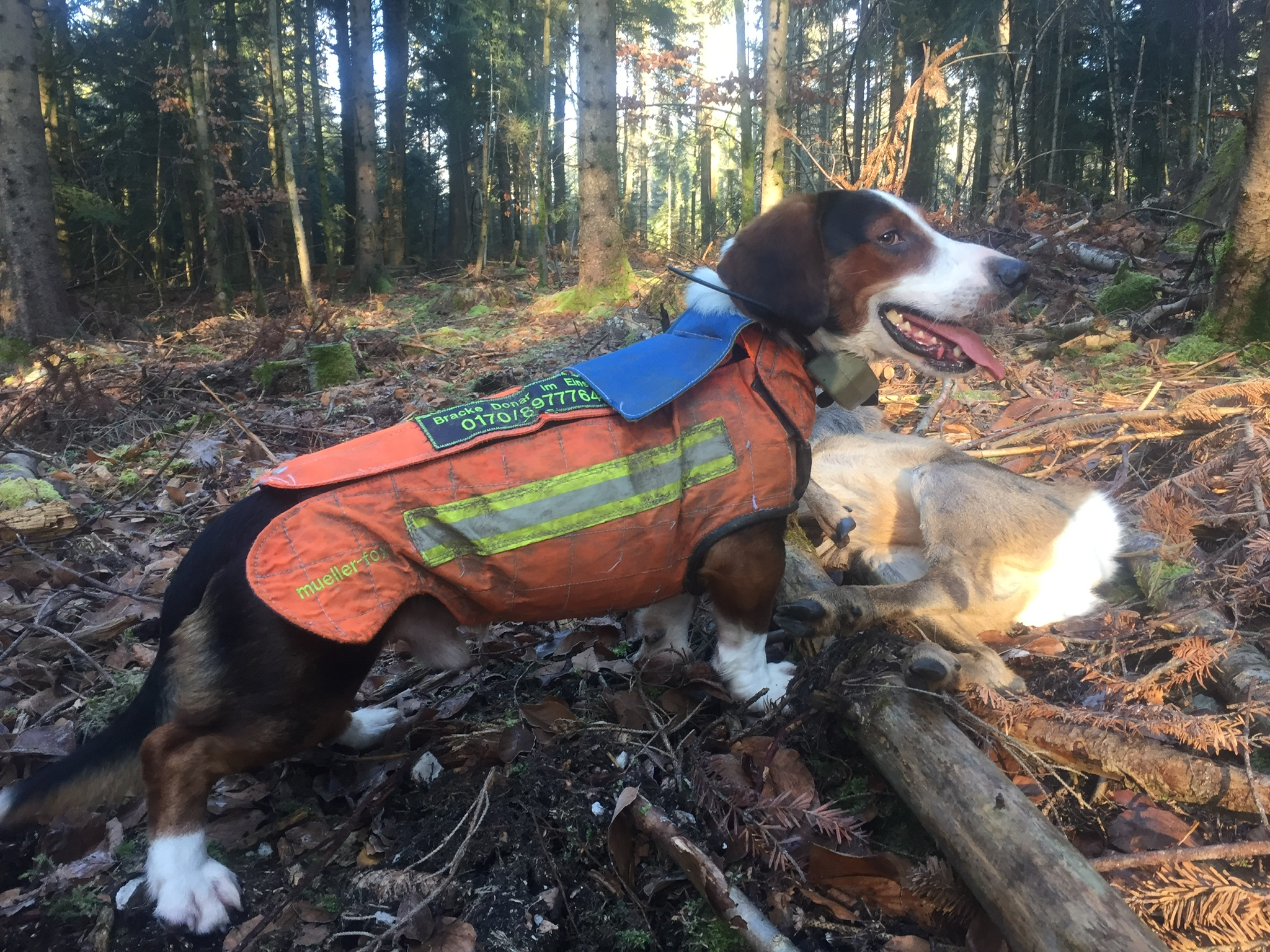
Basset de Westphalie avec chevreuil et gilet de protection de chien